# Megapenthes lugens
Megapenthes lugens là một loài bọ cánh cứng trong họ Elateridae. Loài này được Redtenbacher miêu tả khoa học năm 1842.